# Nachal Ša'at'arta
Nachal Ša'at'arta uváděno též jako Nachal Ša'arta (hebrejsky נחל שעתארתא nebo נחל שערתא) je vádí v jižním Izraeli, v severozápadní části Negevské pouště.
Začíná v nadmořské výšce přes 50 metrů severně od vesnice Re'im. Směřuje pak k západu zemědělskou krajinou, která díky soustavnému zavlažování ztratila svůj pouštní charakter. Koryto vádí se mírně zařezává do okolního terénu. Dno a svahy údolí jsou pokryty vegetací. Nedaleko od hranic pásma Gazy ústí zprava do vádí Nachal Besor.